# Meteoro de Sikhote-Alin

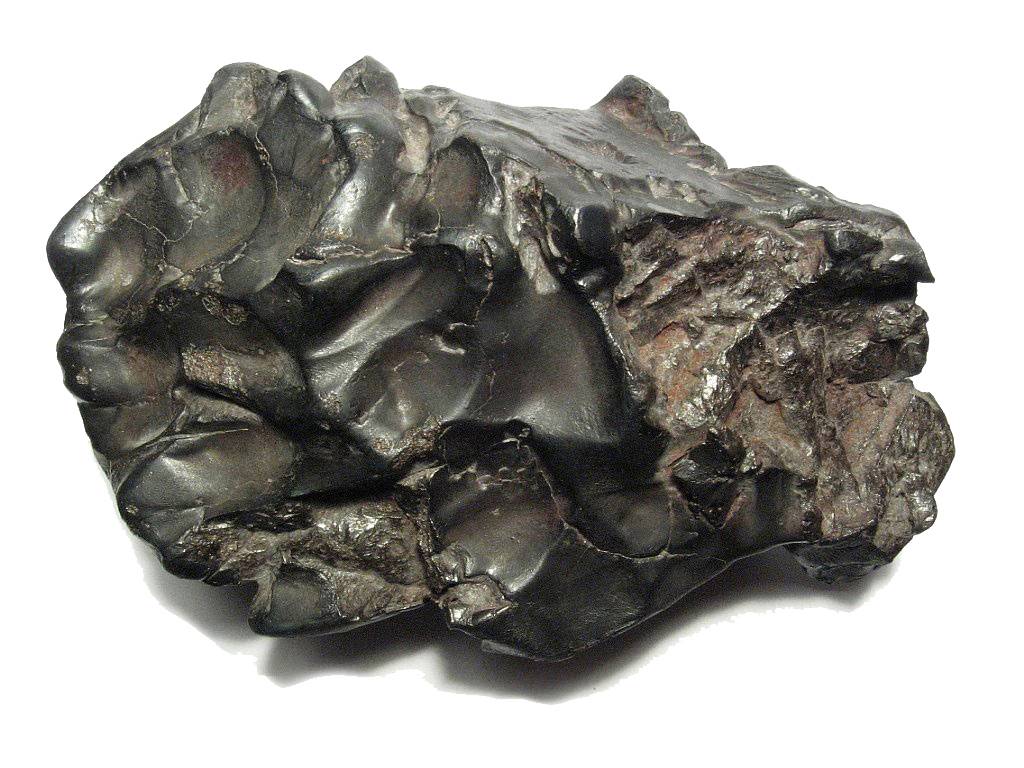
Amostra do meteoro.

Um meteorito de ferro caiu nas Montanhas Sikhote-Alin, no sudeste da Rússia, em 1947. Apesar de grandes quedas de meteoritos de ferro terem sido testemunhadas anteriormente e fragmentos recuperados, nunca antes na história registrada foi observada uma queda dessa magnitude. Estima-se que 70 toneladas (toneladas métricas) de material sobreviveram à passagem ígnea através da atmosfera e chegaram à Terra.